# L’Épine-aux-Bois
L’Épine-aux-Bois ist eine französische Gemeinde  mit 245 Einwohnern (Stand: 1. Januar 2022) im Département Aisne in der Region Hauts-de-France. Sie gehört zum Arrondissement Château-Thierry und zum Kanton Essômes-sur-Marne. 

## Geografie
Die Gemeinde L’Épine-aux-Bois liegt in einem Seitental des Petit Morin, 17 Kilometer südlich von Château-Thierry. Nachbargemeinden von L’Épine-aux-Bois sind Rozoy-Bellevalle im Norden, Dhuys et Morin-en-Brie im Nordosten und Osten, Vendières im Süden sowie Viels-Maisons im Westen.

## Bevölkerungsentwicklung
| Jahr                       | 1962 | 1968 | 1975 | 1982 | 1990 | 1999 | 2006 | 2013 | 2022 |
| Einwohner                  | 205  | 179  | 166  | 152  | 232  | 231  | 259  | 263  | 245  |
| Quellen: Cassini und INSEE |      |      |      |      |      |      |      |      |      |

## Sehenswürdigkeiten
- Kirche Saint-Cyr-Sainte-Julitte, Monument historique

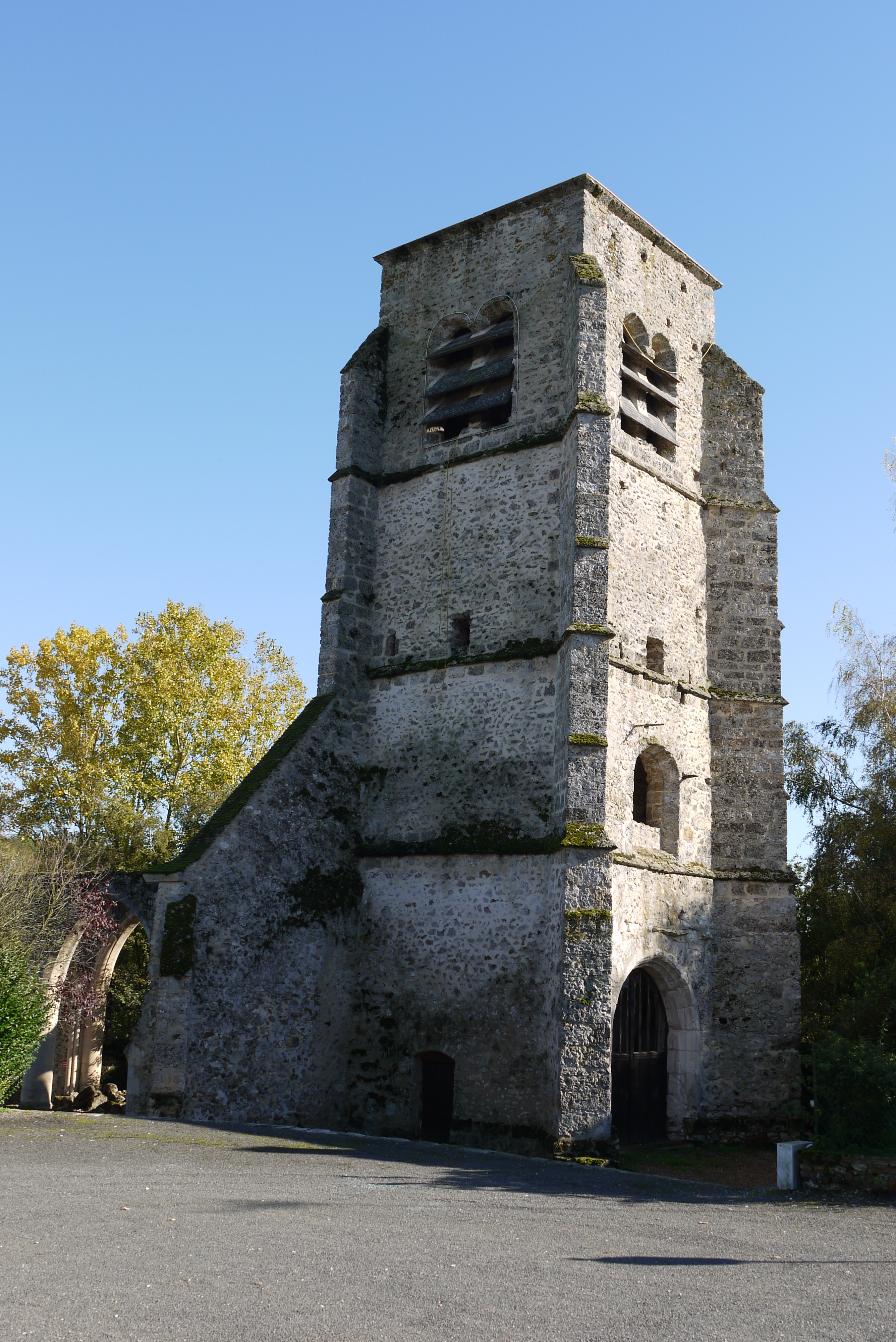
Kirche Saint-Cyr-Sainte-Julitte